# 克賴尼亞馬爾京卡
48°25′5″N 23°0′48″E / 48.41806°N 23.01333°E
克賴尼亞馬爾京卡（烏克蘭語：Крайня Мартинка）是烏克蘭西部的村莊，隸屬外喀爾巴阡州的胡斯特區。該村面積0.74平方公里，海拔高度440米，2001年人口582，人口密度每平方公里785.43人。